# Xã Summit, Quận Butler, Nebraska
Xã Summit (tiếng Anh: Summit Township) là một xã thuộc quận Butler, tiểu bang Nebraska, Hoa Kỳ. Năm 2010, dân số của xã này là 178 người.